# (1969) Alain
(1969) Alain (aussi nommé 1935 CG) est un astéroïde de la ceinture principale, découvert le 3 février 1935 par Sylvain Arend à Uccle, en Belgique. 
Il a été nommé en hommage à Alain Vanheste, le mari de la petite-fille de son découvreur.